# 史念祖
史 念祖（し ねんそ、Shi Nianzu、? - 1910年）、字は縄之は、清朝の官僚。
江蘇省江都出身。刑部尚書を務めた史致儼の孫。幼時より兵法を好み、捻軍の蜂起が発生すると通判の地位を買った。喬松年に従って蒙城の包囲を解くのに功績をあげた。1865年、捻軍の根拠地であった雉河集には安徽布政使の英翰が駐屯していたが、捻軍に包囲されていた。史念祖は防衛戦に貢献し、道員に昇進した。1867年、鳳陽に移り捻軍の李允謀を破り、バトゥルの称号を得た。1869年、山西按察使に任命されたが、30歳に達していなかったため解任された。
1871年、甘粛安粛道として、回民蜂起の鎮圧にあたっていた左宗棠軍の補給を担当し、左宗棠から高く評価された。1878年、甘粛按察使となったが、降伏した回民を殺害した者の裁判で左宗棠の意に逆らったため解任された。1884年、雲南按察使となり、さらに雲南布政使に昇進した。1895年に広西巡撫となり、匪賊討伐に成果をあげたが、部下の汚職に連座して罷免された。
1905年、副都統待遇で盛京将軍の趙爾巽に随行し、東三省の塩務・財政局を担当した。行財政改革に成果をあげたが、趙爾巽が四川総督に異動して徐世昌に代わると、弾劾されて職を去った。死後、趙爾巽が生前の功績を上奏して、巡撫の地位に戻された。